# 喬·毛厄
约瑟夫·帕特里克·莫尔（英語：Joseph Patrick Mauer，1983年4月19日—），出生于明尼苏达州圣保罗，前美國職棒大聯盟選手，職司捕手、一壘，生涯十五個球季皆效力於美国职棒大联盟明尼苏达双城。
莫尔被许多球探认为是大联盟最优秀的年轻捕手，包括名人堂成员卡尔·小瑞普肯也称赞他挥棒技巧是大联盟中最好的。莫尔是大联盟历史上首位打击率领先全联盟的捕手，也成为美联历史上首位捕手打击王。2009年莫尔在打击率、上垒率、长打率三项都在美联领先，他单季3成65的打击率在大联盟历史上排名捕手第一，他也以接近满分获得了该赛季的美联最有价值球员奖（他获得28张首位选票中的27张）。

## 高中时期
莫尔和名人堂成员、前双城队球员保罗·莫里特（Paul Molitor）就读于同一所高中，莫里特称赞莫尔为“我见过的挥棒技巧最好的球员”。莫尔高中时期参加了美式足球、篮球、棒球三个项目，其中在棒球项目上尤为突出。莫尔高中4年仅仅只被三振过一次，在第四年打击率高达6成05。他也创造了连七场全垒打的明尼苏达高中纪录。他在1998年至2000年期间是美国棒球国家青年队主力捕手，在球队的最后一年他的打击率为5成95。2000年莫尔在巴拿马举行的世界青年棒球锦标赛中被评选为最佳打者。
另外莫尔在美式足球项目上也表现十分出色，作为球队的四分卫，高中四年级时他传球288次成功241次，共推进3022码，其中41次达阵成功，3次被抄截。两年的高中足球生涯中共推进5528码和73次达阵。莫尔带领球队两次创进5A级别的州冠军赛，并在1999年夺冠。他还被评选为佳得乐全国年度最佳球员、今日美国年度最佳球员、锐步/ESPN全美高中最佳阵容和国家四分卫俱乐部“全国高中年度最佳四分卫”。
在篮球项目上，莫尔高中的最后两年被选入州最佳阵容。

## 职业生涯
高中毕业之后，莫尔最终拒绝了佛罗里达州立大学的足球奖学金，选择参加职棒大联盟的选秀。莫尔以状元秀的身份被明尼苏达双城选中，榜眼则是被芝加哥小熊选中的马克·普莱尔。
莫尔入选了2003年未来之星赛美国队阵容。2003球季结束后，双城队把原主力捕手A·J·皮爾辛斯基交易到旧金山巨人，莫尔因此在2004年进入双城队25人名单。2004年4月5日，莫尔在大联盟初登场，從克里夫兰印地安人投手拉斐尔·贝坦柯特手中敲出他在大联盟的第一支安打。
2004年4月7日，由于膝内侧半月板受伤，莫尔不得不进行手术治疗。在休息了1个多月后，莫尔在6月份回到双城队的打线中。由于膝部的疼痛和肿大，莫尔在7月就提前结束了他在大联盟的第一个赛季。
2005年是莫尔在大联盟的第一个完整球季，他在131场比赛中击出144支安打，打击率2成94。

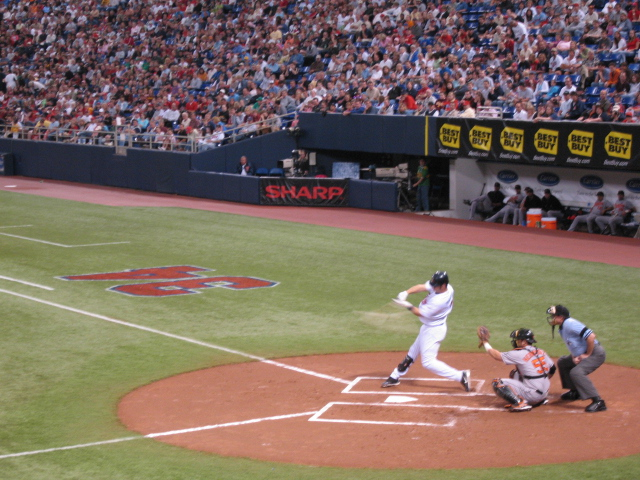
莫尔在对金莺队的比赛中

2006年球季，莫尔在5、6月期间的表现吸引了国家媒体的注意。6月上旬他的打击率高达5成28，整个月的打击率也达到了4成52。他是自1997年麦克·皮耶萨以来第一位连续五场比赛都至少上垒四次的球员。6月26日对上洛杉矶道奇的比赛中，莫尔第一次单场击出5分打点。接下来的一场比赛，他完成了他在大联盟第一场5安打比赛。莫尔因此荣膺了美联六月最佳球员的称号。加上他的队友尤汉·山塔纳夺得6月最佳投手以及弗朗西斯科·利瑞安诺夺得六月最佳新秀，这是大联盟历史上第一次单支球队在同一个月包揽这三项荣誉。7月2日莫尔被选入明星赛。他还登上了8月7日体育画报的封面。这个赛季莫尔最终以3成46的打击率获得美联打击王的荣誉，这是美联历史上第一次由捕手夺得这个称号，也是继1996年艾力士·罗德里奎兹以来拿下这个头衔最年轻的选手。他获得了当年的美联捕手银棒奖，并在美联MVP评选中排名第六。
2007年2月11日，莫尔和双城队签定了一份四年总价值为3300万美元的合約。
2007年7月21日，莫尔从洛杉矶天使投手史考特·谢尔兹手中敲出一支场内全垒打，这是自2005年亚利桑那响尾蛇的凯利·斯汀奈特（Kelly Stinnett）以来第一位击出场内全垒打的捕手。
2008年7月6日，莫尔被票选为明星赛美联先发捕手。他在2008赛季以3成28的打击率再次夺得美联打击王，这是他三年来第二次获得这一称号。他还获得了当年美联捕手金手套奖的荣誉，并在美联MVP中排名第四，仅次于达斯汀·佩德罗亚、贾斯汀·摩尔诺和凯文·尤克里斯。
2018年11月10日，莫尔宣布高掛球鞋，結束15年職業生涯，12月19日雙城隊宣布退休Joe Mauer的7號球衣。

## 私人生活
2006年球季期间莫尔和他的队友贾斯汀·摩尔诺一起住在圣保罗，现在他们各自拥有属于自己的房子。莫尔现在住在距离双子城50英里外的斯坦切菲尔德（Stanchfield）。
2001年的选秀大会中，双城队还在第23轮选中了莫尔的哥哥傑克·莫爾（Jake Mauer），一些观察家认为这是为了吸引乔·莫尔签约，但双城的球探迈克·拉德克利夫（Mike Radcliff）驳斥了这种说法。双城队还签下了莫尔的另一个兄弟比尔·莫尔（Bill Mauer），他在小联盟投了三年球。
乔·莫尔的叔叔肯·莫尔（Ken Mauer）是NBA的裁判。